# アルフォンソ・デ・オルレアンス
アルフォンソ・デ・オルレアンス・イ・ボルボン（スペイン語: Alfonso de Orleans y Borbón, 1886年11月12日 - 1975年8月6日）は、スペインの王族、スペイン王子（Infante de España）、空軍軍人。第5代ガリエラ公。
全名はアルフォンソ・マリア・フランシスコ・アントニオ・ディエゴ・デ・オルレアンス・イ・ボルボン（Alfonso María Francisco Antonio Diego de Orleans y Borbón）。

## 生涯
スペイン王子・ガリエラ公アントニオと、その妻であったスペイン王女エウラリアの間の長男としてマドリードで生まれた。父親はオルレアン家のフランス王ルイ・フィリップの孫息子、母親はスペイン女王イサベル2世の末娘で、両親は従姉弟同士であった。1899年、アルフォンソは弟ルイス・フェルナンドと一緒にイングランドに留学し、イエズス会の経営するボーモント・カレッジで教育を受けた。兄弟は1904年までイギリスで過ごした。

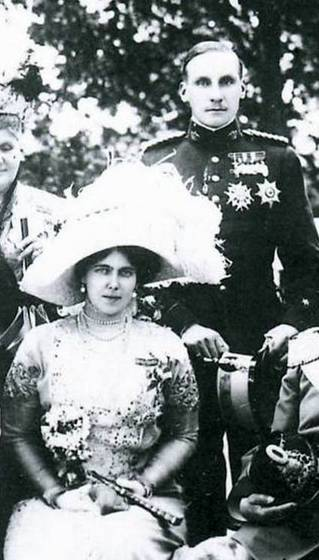
アルフォンソとベアトリス

1909年7月15日、アルフォンソはドイツのコーブルクにおいてザクセン＝コーブルク＝ゴータ公アルフレッドの末娘ベアトリスと結婚した。ベアトリスはイギリス女王ヴィクトリアの孫娘であり、イギリス王女の称号を有していた。民事婚の後、花婿の宗派カトリックと花嫁の宗派プロテスタントでの宗教婚がそれぞれ行われた。
プロテスタント信徒のベアトリスは、結婚に際してカトリックへの改宗を選ばなかった。アルフォンソの従兄である国王アルフォンソ13世個人は宗派の違う二人の結婚に反対しないばかりか好意的で、ベアトリスのためにカトリック教会から特免状を出させようと動いた。一方、スペイン政府はスペイン王族の結婚相手がプロテスタント信徒というのは容認できない、という態度を崩さなかった。結局、アルフォンソはこの結婚のために所属する軍の連隊からの除隊を余儀なくされたものの、1911年には中尉の地位を取り戻し、1912年には国王の布告により一時的に剥奪されていた称号・栄典を回復した。ベアトリスも1913年にはカトリックに改宗した。
アルフォンソは1906年にトレド陸軍大学を卒業し、1910年にはフランスでパイロットになるための訓練を受けた。1912年にスペインに帰国した後、アルフォンソはスペイン軍における航空機操縦士の草分けとして、また花形エースパイロットの一人として活躍した。1925年のモロッコ、アル・ホセイマへの上陸作戦では、空中作戦の指揮官を務めている。1931年2月17日、アルフォンソは国王アルフォンソ13世によりスペイン空軍の参謀長および第1空軍管区の司令官に任命された。
1931年4月にスペイン第2共和国政府が成立すると、アルフォンソはロンドンに亡命した。翌1932年には帰国したものの、逮捕されて西サハラのビリャ・シスネロス（現在のダフラ）の刑務所に収監された。1933年1月1日、アルフォンソは同刑務所に収監されていた王制支持者30人と一緒にボートに乗り込んで脱獄し、1800マイル（約2900キロ）の距離を漕いでリスボンに到達した。1937年、アルフォンソはスペイン内戦勃発後の母国に再び帰国し、フランシスコ・フランコ将軍の下で空軍を指揮した。内戦後、アルフォンソは将軍に取り立てられ、1940年には第2空軍管区の司令官となった。1943年には准将に昇進した。
長年にわたり、アルフォンソは国王アルフォンソ13世の後継者バルセロナ伯爵のスペインにおける非公式の代理人を務めていた。1941年には、アルフォンソはバルセロナ伯爵の次男アルフォンソの名付け親を務めた。1945年には、バルセロナ伯爵の発表した王政復古のためのマニフェストを支持して、空軍を退役せざるを得なくなった。空軍軍人としての経歴はそこで終わったものの、アルフォンソはその後も民間の操縦士として活動を続けた。
1975年8月、フアン・カルロス1世による王政復古が実現する3か月前に、サンルーカル・デ・バラメーダの宮殿で死去した。89歳没。
1912年9月、明治天皇大喪儀にアルフォンソ13世の名代として参列するため来日。

## 子女
妻ベアトリスとの間に3人の息子を儲けた。

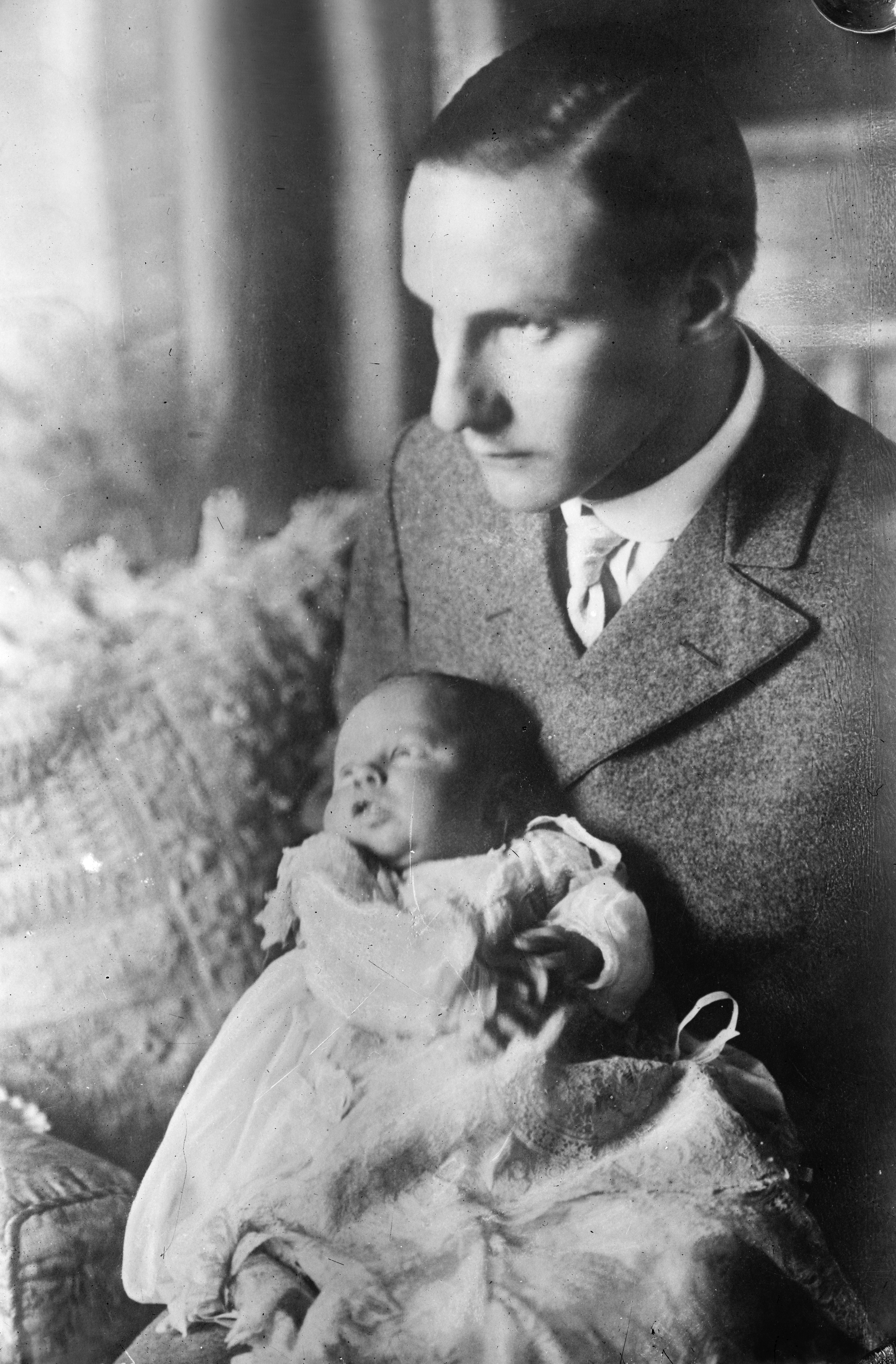
アルフォンソと長男アルバロ（1910年）

- アルバロ・アントニオ・フェルナンド・カルロス・フェリペ（1910–1997） - スペイン王子、第6代ガリエラ公。
- アルフォンソ・マリア・クリスティーノ・フスト（1912–1936） - スペイン内戦で戦死
- アタウルフォ・カルロス・イサベロ・アレハンドロ（1913–1974）